# Élections municipales de 2026 dans le Var
Pour un article plus général, voir Élections municipales françaises de 2026.
Les élections municipales dans le Var sont prévues en mars 2026. Cette page ne traite que les communes de 3 000 habitants et plus dans le Var.

## Résultats à l'échelle du département

### Maires sortants et maires élus
| Commune                       | Population (en 2022) | Maire sortant(e)        | Parti | Parti | Maire élu(e) | Parti | Parti |
| ----------------------------- | -------------------- | ----------------------- | ----- | ----- | ------------ | ----- | ----- |
| Les Arcs                      | 7 844                | Nathalie Gonzales       |       | DVG   |              |       |       |
| Bagnols-en-Forêt              | 3 049                | René Bouchard           |       | SE    |              |       |       |
| Bandol                        | 8 263                | Jean-Paul Joseph        |       | UDI   |              |       |       |
| Le Beausset                   | 10 098               | Édouard Friedler        |       | DVG   |              |       |       |
| Besse-sur-Issole              | 3 123                | Éric Collin             |       | SE    |              |       |       |
| Bormes-les-Mimosas            | 8 361                | François Arizzi         |       | DVD   |              |       |       |
| Brignoles                     | 17 846               | Didier Brémond          |       | DVD   |              |       |       |
| La Cadière-d'Azur             | 5 657                | René Jourdan            |       | PCF   |              |       |       |
| Callian                       | 3 794                | François Cavallier      |       | HOR   |              |       |       |
| Le Cannet-des-Maures          | 4 866                | Jean-Luc Longour        |       | UDI   |              |       |       |
| Carcès                        | 3 407                | Alain Ravanello         |       | LR    |              |       |       |
| Carnoules                     | 4 120                | Christophe Cortes       |       | DVG   |              |       |       |
| Carqueiranne                  | 9 412                | Arnaud Latil            |       | DVD   |              |       |       |
| Le Castellet                  | 5 992                | René Castell            |       | DVD   |              |       |       |
| Cavalaire-sur-Mer             | 7 895                | Philippe Léonelli       |       | DVD   |              |       |       |
| Cogolin                       | 12 076               | Christiane Lardat       |       | EXD   |              |       |       |
| La Crau                       | 19 416               | Christian Simon         |       | LR    |              |       |       |
| La Croix-Valmer               | 3 832                | Bernard Jobert          |       | DVD   |              |       |       |
| Cuers                         | 12 841               | Bernard Mouttet         |       | DVC   |              |       |       |
| Draguignan                    | 40 789               | Richard Strambio        |       | DVD   |              |       |       |
| La Farlède                    | 9 745                | Yves Palmieri           |       | DVD   |              |       |       |
| Fayence                       | 6 024                | Bernard Henry           |       | DVD   |              |       |       |
| Flassans-sur-Issole           | 3 661                | Jean-Louis Portal       |       | SE    |              |       |       |
| Flayosc                       | 4 514                | Karine Alsters          |       | DVD   |              |       |       |
| Forcalqueiret                 | 3 353                | Gilbert Bringant        |       | SE    |              |       |       |
| Fréjus                        | 58 499               | David Rachline          |       | RN    |              |       |       |
| La Garde                      | 26 316               | Hélène Arnaud-Bill      |       | DVD   |              |       |       |
| Garéoult                      | 5 579                | Gérard Fabre            |       | LR    |              |       |       |
| Gonfaron                      | 4 349                | Thierry Bongiorno       |       | LR    |              |       |       |
| Grimaud                       | 4 557                | Alain Benedetto         |       | LR    |              |       |       |
| Hyères                        | 55 384               | Jean-Pierre Giran       |       | LR    |              |       |       |
| Le Lavandou                   | 6 431                | Gil Bernardi            |       | LR    |              |       |       |
| La Londe-les-Maures           | 11 010               | François de Canson      |       | DVD   |              |       |       |
| Lorgues                       | 9 803                | Claude Alemagna         |       | LR    |              |       |       |
| Le Luc                        | 11 124               | Dominique Lain          |       | LR    |              |       |       |
| Montauroux                    | 6 787                | Jean-Yves Huet          |       | DVC   |              |       |       |
| La Motte                      | 3 050                | Valérie Marcy           |       | DVG   |              |       |       |
| Le Muy                        | 9 882                | Liliane Boyer           |       | LR    |              |       |       |
| Nans-les-Pins                 | 5 090                | Ollivier Artuphel       |       | DVD   |              |       |       |
| Ollioules                     | 14 320               | Robert Bénéventi        |       | LR    |              |       |       |
| Pierrefeu-du-Var              | 6 084                | Patrick Martinelli      |       | DVG   |              |       |       |
| Pignans                       | 4 767                | Fernand Brun            |       | DVD   |              |       |       |
| Le Plan-de-la-Tour            | 3 068                | Laurent Giubergia       |       | SE    |              |       |       |
| Pourrières                    | 5 620                | Sébastien Bourlin       |       | UDI   |              |       |       |
| Le Pradet                     | 10 582               | Hervé Stassinos         |       | HOR   |              |       |       |
| Puget-sur-Argens              | 8 473                | Paul Boudoube           |       | DVD   |              |       |       |
| Puget-Ville                   | 4 568                | Catherine Altare        |       | DVD   |              |       |       |
| Le Revest-les-Eaux            | 4 046                | Ange Musso              |       | HOR   |              |       |       |
| Rians                         | 4 245                | Nicolas Brémond         |       | DVD   |              |       |       |
| Rocbaron                      | 5 489                | Jean-Claude Félix       |       | DVD   |              |       |       |
| Roquebrune-sur-Argens         | 15 006               | Jean Cayron             |       | DVC   |              |       |       |
| Saint-Cyr-sur-Mer             | 11 668               | Philippe Barthélemy     |       | LR    |              |       |       |
| Saint-Mandrier-sur-Mer        | 6 064                | Gilles Vincent          |       | LR    |              |       |       |
| Saint-Maximin-la-Sainte-Baume | 17 691               | Alain Decanis           |       | DVG   |              |       |       |
| Saint-Raphaël                 | 36 632               | Frédéric Masquelier     |       | LR    |              |       |       |
| Saint-Tropez                  | 3 586                | Sylvie Siri             |       | DVD   |              |       |       |
| Saint-Zacharie                | 5 877                | Jean-Jacques Coulomb    |       | DVG   |              |       |       |
| Sainte-Maxime                 | 14 394               | Vincent Morisse         |       | LR    |              |       |       |
| Salernes                      | 3 812                | Marie-Laure Tortosa     |       | DVG   |              |       |       |
| Sanary-sur-Mer                | 17 938               | Daniel Alsters          |       | DVD   |              |       |       |
| La Seyne-sur-Mer              | 62 905               | Joseph Minniti          |       | LR    |              |       |       |
| Signes                        | 3 126                | Hélène Verduyn          |       | ÉCO   |              |       |       |
| Six-Fours-les-Plages          | 36 843               | Jean-Sébastien Vialatte |       | LR    |              |       |       |
| Solliès-Pont                  | 12 210               | André Garron            |       | DVD   |              |       |       |
| Solliès-Toucas                | 6 087                | Jérémie Fabre           |       | SE    |              |       |       |
| Toulon                        | 180 834              | Josée Massi             |       | DVD   |              |       |       |
| Tourves                       | 5 220                | Jean-Michel Constans    |       | LR    |              |       |       |
| Trans-en-Provence             | 6 595                | Alain Caymaris          |       | LR    |              |       |       |
| Le Val                        | 4 257                | Jérémy Giuliano         |       | SE    |              |       |       |
| La Valette-du-Var             | 23 660               | Thierry Albertini       |       | LR    |              |       |       |
| Vidauban                      | 12 712               | Claude Pianetti         |       | LR    |              |       |       |
| Vinon-sur-Verdon              | 4 387                | Claude Cheilan          |       | SE    |              |       |       |

### Résultats en nombre de maires
| Partis               | Partis                               | Maires sortants | Maires élus | Évolution |
| -------------------- | ------------------------------------ | --------------- | ----------- | --------- |
|                      | Divers droite                        | 22              |             |           |
|                      | Les Républicains                     | 21              |             |           |
| Total droite         | Total droite                         | 43              |             |           |
|                      | Divers centre                        | 3               |             |           |
|                      | Horizons                             | 3               |             |           |
|                      | Union des démocrates et indépendants | 3               |             |           |
| Total centre         | Total centre                         | 9               |             |           |
|                      | Divers gauche                        | 8               |             |           |
|                      | Parti communiste français            | 1               |             |           |
| Total gauche         | Total gauche                         | 9               |             |           |
|                      | Divers extrême droite                | 1               |             |           |
|                      | Rassemblement national               | 1               |             |           |
| Total extrême droite | Total extrême droite                 | 2               |             |           |
|                      | Sans étiquette                       | 8               |             |           |
|                      | Divers écologistes                   | 1               |             |           |
| Total                | Total                                | 72              | 72          | -         |

## Résultats dans les communes de plus de 3 000 habitants

### Les Arcs
- Maire sortante : Nathalie Gonzales (DVG)
- 29 sièges à pourvoir au conseil municipal (population légale 2022 : 7 844 habitants)
- 4 sièges à pourvoir au conseil communautaire (Dracénie Provence Verdon agglomération)

| Tête de liste | Tête de liste | Parti(s) | Nuance | Premier tour | Premier tour | Second tour | Second tour | Sièges | Sièges |
| Tête de liste | Tête de liste | Parti(s) | Nuance | Voix         | %            | Voix        | %           | CM     | CC     |
| ------------- | ------------- | -------- | ------ | ------------ | ------------ | ----------- | ----------- | ------ | ------ |

### Bagnols-en-Forêt
- Maire sortant : René Bouchard (SE)
- 23 sièges à pourvoir au conseil municipal (population légale 2022 : 3 049 habitants)
- 3 sièges à pourvoir au conseil communautaire (CC du Pays de Fayece)

| Tête de liste | Tête de liste | Parti(s) | Nuance | Premier tour | Premier tour | Second tour | Second tour | Sièges | Sièges |
| Tête de liste | Tête de liste | Parti(s) | Nuance | Voix         | %            | Voix        | %           | CM     | CC     |
| ------------- | ------------- | -------- | ------ | ------------ | ------------ | ----------- | ----------- | ------ | ------ |

### Bandol
- Maire sortant : Jean-Paul Joseph (UDI)
- 29 sièges à pourvoir au conseil municipal (population légale 2022 : 8 263 habitants)
- 5 sièges à pourvoir au conseil communautaire (CA Sud Sainte Baume)

| Tête de liste | Tête de liste | Parti(s) | Nuance | Premier tour | Premier tour | Second tour | Second tour | Sièges | Sièges |
| Tête de liste | Tête de liste | Parti(s) | Nuance | Voix         | %            | Voix        | %           | CM     | CC     |
| ------------- | ------------- | -------- | ------ | ------------ | ------------ | ----------- | ----------- | ------ | ------ |

### Le Beausset
- Maire sortant : Édouard Friedler (SE)
- 33 sièges à pourvoir au conseil municipal (population légale 2022 : 10 098 habitants)
- 6 sièges à pourvoir au conseil communautaire (CA Sud Sainte Baume)

| Tête de liste | Tête de liste | Parti(s) | Nuance | Premier tour | Premier tour | Second tour | Second tour | Sièges | Sièges |
| Tête de liste | Tête de liste | Parti(s) | Nuance | Voix         | %            | Voix        | %           | CM     | CC     |
| ------------- | ------------- | -------- | ------ | ------------ | ------------ | ----------- | ----------- | ------ | ------ |

### Besse-sur-Issole
- Maire sortant : Éric Collin (SE)
- 23 sièges à pourvoir au conseil municipal (population légale 2022 : 3 123 habitants)
- 3 sièges à pourvoir au conseil communautaire (CC Cœur du Var)

| Tête de liste | Tête de liste | Parti(s) | Nuance | Premier tour | Premier tour | Second tour | Second tour | Sièges | Sièges |
| Tête de liste | Tête de liste | Parti(s) | Nuance | Voix         | %            | Voix        | %           | CM     | CC     |
| ------------- | ------------- | -------- | ------ | ------------ | ------------ | ----------- | ----------- | ------ | ------ |

### Bormes-les-Mimosas
- Maire sortant : François Arizzi (DVD)
- 29 sièges à pourvoir au conseil municipal (population légale 2022 : 8 361 habitants)
- 4 sièges à pourvoir au conseil communautaire (CC Méditerranée Porte des Maures)

| Tête de liste | Tête de liste | Parti(s) | Nuance | Premier tour | Premier tour | Second tour | Second tour | Sièges | Sièges |
| Tête de liste | Tête de liste | Parti(s) | Nuance | Voix         | %            | Voix        | %           | CM     | CC     |
| ------------- | ------------- | -------- | ------ | ------------ | ------------ | ----------- | ----------- | ------ | ------ |

### Brignoles
- Maire sortant : Didier Brémond (DVD)
- 33 sièges à pourvoir au conseil municipal (population légale 2022 : 17 846 habitants)
- 10 sièges à pourvoir au conseil communautaire (CA de la Provence Verte)

| Tête de liste | Tête de liste | Parti(s) | Nuance | Premier tour | Premier tour | Second tour | Second tour | Sièges | Sièges |
| Tête de liste | Tête de liste | Parti(s) | Nuance | Voix         | %            | Voix        | %           | CM     | CC     |
| ------------- | ------------- | -------- | ------ | ------------ | ------------ | ----------- | ----------- | ------ | ------ |

### La Cadière-d'Azur
- Maire sortant : René Jourdan (PCF)
- 29 sièges à pourvoir au conseil municipal (population légale 2022 : 5 657 habitants)
- 4 sièges à pourvoir au conseil communautaire (CA Sud Sainte Baume)

| Tête de liste | Tête de liste | Parti(s) | Nuance | Premier tour | Premier tour | Second tour | Second tour | Sièges | Sièges |
| Tête de liste | Tête de liste | Parti(s) | Nuance | Voix         | %            | Voix        | %           | CM     | CC     |
| ------------- | ------------- | -------- | ------ | ------------ | ------------ | ----------- | ----------- | ------ | ------ |

### Callian
- Maire sortant : François Cavallier (HOR)
- 27 sièges à pourvoir au conseil municipal (population légale 2022 : 3 794 habitants)
- 3 sièges à pourvoir au conseil communautaire (CC du Pays de Fayence)

| Tête de liste | Tête de liste | Parti(s) | Nuance | Premier tour | Premier tour | Second tour | Second tour | Sièges | Sièges |
| Tête de liste | Tête de liste | Parti(s) | Nuance | Voix         | %            | Voix        | %           | CM     | CC     |
| ------------- | ------------- | -------- | ------ | ------------ | ------------ | ----------- | ----------- | ------ | ------ |

### Le Cannet-des-Maures
- Maire sortant : Jean-Luc Longour (UDI)
- 27 sièges à pourvoir au conseil municipal (population légale 2022 : 4 866 habitants)
- 4 sièges à pourvoir au conseil communautaire (CC Cœur du Var)

| Tête de liste | Tête de liste | Parti(s) | Nuance | Premier tour | Premier tour | Second tour | Second tour | Sièges | Sièges |
| Tête de liste | Tête de liste | Parti(s) | Nuance | Voix         | %            | Voix        | %           | CM     | CC     |
| ------------- | ------------- | -------- | ------ | ------------ | ------------ | ----------- | ----------- | ------ | ------ |

### Carcès
- Maire sortant : Alain Ravanello (LR)
- 23 sièges à pourvoir au conseil municipal (population légale 2022 : 3 407 habitants)
- 1 siège à pourvoir au conseil communautaire (CA de la Provence Verte)

| Tête de liste | Tête de liste | Parti(s) | Nuance | Premier tour | Premier tour | Second tour | Second tour | Sièges | Sièges |
| Tête de liste | Tête de liste | Parti(s) | Nuance | Voix         | %            | Voix        | %           | CM     | CC     |
| ------------- | ------------- | -------- | ------ | ------------ | ------------ | ----------- | ----------- | ------ | ------ |

### Carnoules
- Maire sortant : Christophe Cortes (DVG)
- 27 sièges à pourvoir au conseil municipal (population légale 2022 : 4 120 habitants)
- 3 sièges à pourvoir au conseil communautaire (CC Cœur du Var)

| Tête de liste | Tête de liste | Parti(s) | Nuance | Premier tour | Premier tour | Second tour | Second tour | Sièges | Sièges |
| Tête de liste | Tête de liste | Parti(s) | Nuance | Voix         | %            | Voix        | %           | CM     | CC     |
| ------------- | ------------- | -------- | ------ | ------------ | ------------ | ----------- | ----------- | ------ | ------ |

### Carqueiranne
- Maire sortant : Arnaud Latil (DVD)
- 29 sièges à pourvoir au conseil municipal (population légale 2022 : 9 412 habitants)
- 1 sièges à pourvoir au conseil communautaire (Métropole Toulon-Provence-Méditerranée)

| Tête de liste | Tête de liste | Parti(s) | Nuance | Premier tour | Premier tour | Second tour | Second tour | Sièges | Sièges |
| Tête de liste | Tête de liste | Parti(s) | Nuance | Voix         | %            | Voix        | %           | CM     | CC     |
| ------------- | ------------- | -------- | ------ | ------------ | ------------ | ----------- | ----------- | ------ | ------ |

### Le Castellet
- Maire sortant : René Castell (DVD)
- 29 sièges à pourvoir au conseil municipal (population légale 2022 : 5 992 habitants)
- 3 sièges à pourvoir au conseil communautaire (CA Sud Sainte Baume)

| Tête de liste | Tête de liste | Parti(s) | Nuance | Premier tour | Premier tour | Second tour | Second tour | Sièges | Sièges |
| Tête de liste | Tête de liste | Parti(s) | Nuance | Voix         | %            | Voix        | %           | CM     | CC     |
| ------------- | ------------- | -------- | ------ | ------------ | ------------ | ----------- | ----------- | ------ | ------ |

### Cavalaire-sur-Mer
- Maire sortant : Philippe Léonelli (DVD)
- 29 sièges à pourvoir au conseil municipal (population légale 2022 : 7 895 habitants)
- 5 sièges à pourvoir au conseil communautaire (CC du Golfe de Saint-Tropez)

| Tête de liste | Tête de liste | Parti(s) | Nuance | Premier tour | Premier tour | Second tour | Second tour | Sièges | Sièges |
| Tête de liste | Tête de liste | Parti(s) | Nuance | Voix         | %            | Voix        | %           | CM     | CC     |
| ------------- | ------------- | -------- | ------ | ------------ | ------------ | ----------- | ----------- | ------ | ------ |

### Cogolin
- Maire sortant : Christiane Lardat (EXD)
- 33 sièges à pourvoir au conseil municipal (population légale 2022 : 12 076 habitants)
- 9 sièges à pourvoir au conseil communautaire (CC du Golfe de Saint-Tropez)

| Tête de liste            | Tête de liste   | Parti(s) | Nuance | Premier tour | Premier tour | Second tour | Second tour | Sièges | Sièges |
| Tête de liste            | Tête de liste   | Parti(s) | Nuance | Voix         | %            | Voix        | %           | CM     | CC     |
| ------------------------ | --------------- | -------- | ------ | ------------ | ------------ | ----------- | ----------- | ------ | ------ |
|                          | Philippe Vallet | RN       |        |              |              |             |             |        |        |
|                          |                 |          |        |              |              |             |             |        |        |
| Exprimés                 |                 |          |        |              |              |             |             |        |        |
| Votes blancs             |                 |          |        |              |              |             |             |        |        |
| Votes nuls               |                 |          |        |              |              |             |             |        |        |
| Total                    | Total           | Total    | Total  |              | 100          |             | 100         | 33     | 9      |
| Absentions               |                 |          |        |              |              |             |             |        |        |
| Inscrits / participation |                 |          |        |              |              |             |             |        |        |

### La Crau
- Maire sortant : Christian Simon (LR)
- 33 sièges à pourvoir au conseil municipal (population légale 2022 : 19 416 habitants)
- 3 sièges à pourvoir au conseil communautaire (Métropole Toulon-Provence-Méditerranée)

| Tête de liste | Tête de liste | Parti(s) | Nuance | Premier tour | Premier tour | Second tour | Second tour | Sièges | Sièges |
| Tête de liste | Tête de liste | Parti(s) | Nuance | Voix         | %            | Voix        | %           | CM     | CC     |
| ------------- | ------------- | -------- | ------ | ------------ | ------------ | ----------- | ----------- | ------ | ------ |

### La Croix-Valmer
- Maire sortant : Bernard Jobert (DVD)
- 27 sièges à pourvoir au conseil municipal (population légale 2022 : 3 832 habitants)
- 3 sièges à pourvoir au conseil communautaire (CC du Golfe de Saint-Tropez)

| Tête de liste | Tête de liste | Parti(s) | Nuance | Premier tour | Premier tour | Second tour | Second tour | Sièges | Sièges |
| Tête de liste | Tête de liste | Parti(s) | Nuance | Voix         | %            | Voix        | %           | CM     | CC     |
| ------------- | ------------- | -------- | ------ | ------------ | ------------ | ----------- | ----------- | ------ | ------ |

### Cuers
- Maire sortant : Bernard Mouttet (DVC)
- 33 sièges à pourvoir au conseil municipal (population légale 2022 : 12 841 habitants)
- 5 sièges à pourvoir au conseil communautaire (CC Méditerranée Porte des Maures)

| Tête de liste            | Tête de liste          | Parti(s) | Nuance | Premier tour | Premier tour | Second tour | Second tour | Sièges | Sièges |
| Tête de liste            | Tête de liste          | Parti(s) | Nuance | Voix         | %            | Voix        | %           | CM     | CC     |
| ------------------------ | ---------------------- | -------- | ------ | ------------ | ------------ | ----------- | ----------- | ------ | ------ |
|                          | Pierre-Laurent Chable, | RN       |        |              |              |             |             |        |        |
|                          |                        |          |        |              |              |             |             |        |        |
| Exprimés                 |                        |          |        |              |              |             |             |        |        |
| Votes blancs             |                        |          |        |              |              |             |             |        |        |
| Votes nuls               |                        |          |        |              |              |             |             |        |        |
| Total                    | Total                  | Total    | Total  |              | 100          |             | 100         | 33     | 5      |
| Absentions               |                        |          |        |              |              |             |             |        |        |
| Inscrits / participation |                        |          |        |              |              |             |             |        |        |

### Draguignan
- Maire sortant : Richard Strambio (DVD)
- 43 sièges à pourvoir au conseil municipal (population légale 2022 : 40 789 habitants)
- 21 sièges à pourvoir au conseil communautaire (Dracénie Provence Verdon agglomération)

| Tête de liste            | Tête de liste     | Parti(s) | Nuance | Premier tour | Premier tour | Second tour | Second tour | Sièges | Sièges |
| Tête de liste            | Tête de liste     | Parti(s) | Nuance | Voix         | %            | Voix        | %           | CM     | CC     |
| ------------------------ | ----------------- | -------- | ------ | ------------ | ------------ | ----------- | ----------- | ------ | ------ |
|                          | Richard Strambio, | DVD-LR   |        |              |              |             |             |        |        |
|                          |                   |          |        |              |              |             |             |        |        |
| Exprimés                 |                   |          |        |              |              |             |             |        |        |
| Votes blancs             |                   |          |        |              |              |             |             |        |        |
| Votes nuls               |                   |          |        |              |              |             |             |        |        |
| Total                    | Total             | Total    | Total  |              | 100          |             | 100         | 43     | 21     |
| Absentions               |                   |          |        |              |              |             |             |        |        |
| Inscrits / participation |                   |          |        |              |              |             |             |        |        |

### La Farlède
- Maire sortant : Yves Palmieri (DVD)
- 29 sièges à pourvoir au conseil municipal (population légale 2022 : 9 745 habitants)
- 6 sièges à pourvoir au conseil communautaire (CC de la Vallée du Gapeau)

| Tête de liste | Tête de liste | Parti(s) | Nuance | Premier tour | Premier tour | Second tour | Second tour | Sièges | Sièges |
| Tête de liste | Tête de liste | Parti(s) | Nuance | Voix         | %            | Voix        | %           | CM     | CC     |
| ------------- | ------------- | -------- | ------ | ------------ | ------------ | ----------- | ----------- | ------ | ------ |

### Fayence
- Maire sortant : Bernard Henry (DVD)
- 29 sièges à pourvoir au conseil municipal (population légale 2022 : 6 024 habitants)
- 6 sièges à pourvoir au conseil communautaire (CC du Pays de Fayence)

| Tête de liste | Tête de liste | Parti(s) | Nuance | Premier tour | Premier tour | Second tour | Second tour | Sièges | Sièges |
| Tête de liste | Tête de liste | Parti(s) | Nuance | Voix         | %            | Voix        | %           | CM     | CC     |
| ------------- | ------------- | -------- | ------ | ------------ | ------------ | ----------- | ----------- | ------ | ------ |

### Flassans-sur-Issole
- Maire sortant : Jean-Louis Portal (SE)
- 27 sièges à pourvoir au conseil municipal (population légale 2022 : 3 661 habitants)
- 3 sièges à pourvoir au conseil communautaire (CC Cœur du Var)

| Tête de liste | Tête de liste | Parti(s) | Nuance | Premier tour | Premier tour | Second tour | Second tour | Sièges | Sièges |
| Tête de liste | Tête de liste | Parti(s) | Nuance | Voix         | %            | Voix        | %           | CM     | CC     |
| ------------- | ------------- | -------- | ------ | ------------ | ------------ | ----------- | ----------- | ------ | ------ |

### Flayosc
- Maire sortante : Karine Alsters (DVD)
- 27 sièges à pourvoir au conseil municipal (population légale 2022 : 4 514 habitants)
- 3 sièges à pourvoir au conseil communautaire (Dracénie Provence Verdon agglomération)

| Tête de liste            | Tête de liste   | Parti(s) | Nuance | Premier tour | Premier tour | Second tour | Second tour | Sièges | Sièges |
| Tête de liste            | Tête de liste   | Parti(s) | Nuance | Voix         | %            | Voix        | %           | CM     | CC     |
| ------------------------ | --------------- | -------- | ------ | ------------ | ------------ | ----------- | ----------- | ------ | ------ |
|                          | Karine Alsters, | DVD      |        |              |              |             |             |        |        |
|                          |                 |          |        |              |              |             |             |        |        |
| Exprimés                 |                 |          |        |              |              |             |             |        |        |
| Votes blancs             |                 |          |        |              |              |             |             |        |        |
| Votes nuls               |                 |          |        |              |              |             |             |        |        |
| Total                    | Total           | Total    | Total  |              | 100          |             | 100         | 27     | 3      |
| Absentions               |                 |          |        |              |              |             |             |        |        |
| Inscrits / participation |                 |          |        |              |              |             |             |        |        |

### Forcalqueiret
- Maire sortant : Gilbert Bringant (SE)
- 23 sièges à pourvoir au conseil municipal (population légale 2022 : 3 353 habitants)
- 1 siège à pourvoir au conseil communautaire (CA de la Provence Verte)

| Tête de liste | Tête de liste | Parti(s) | Nuance | Premier tour | Premier tour | Second tour | Second tour | Sièges | Sièges |
| Tête de liste | Tête de liste | Parti(s) | Nuance | Voix         | %            | Voix        | %           | CM     | CC     |
| ------------- | ------------- | -------- | ------ | ------------ | ------------ | ----------- | ----------- | ------ | ------ |

### Fréjus
- Maire sortant : David Rachline (RN)
- 45 sièges à pourvoir au conseil municipal (population légale 2022 : 58 499 habitants)
- 23 sièges à pourvoir au conseil communautaire (Estérel Côte d'Azur Agglomération)

| Tête de liste | Tête de liste | Parti(s) | Nuance | Premier tour | Premier tour | Second tour | Second tour | Sièges | Sièges |
| Tête de liste | Tête de liste | Parti(s) | Nuance | Voix         | %            | Voix        | %           | CM     | CC     |
| ------------- | ------------- | -------- | ------ | ------------ | ------------ | ----------- | ----------- | ------ | ------ |

### La Garde
- Maire sortante : Hélène Arnaud-Bill (DVD)
- 35 sièges à pourvoir au conseil municipal (population légale 2022 : 26 316 habitants)
- 5 sièges à pourvoir au conseil communautaire (Métropole Toulon-Provence-Méditerranée)

| Tête de liste            | Tête de liste          | Parti(s) | Nuance | Premier tour | Premier tour | Second tour | Second tour | Sièges | Sièges |
| Tête de liste            | Tête de liste          | Parti(s) | Nuance | Voix         | %            | Voix        | %           | CM     | CC     |
| ------------------------ | ---------------------- | -------- | ------ | ------------ | ------------ | ----------- | ----------- | ------ | ------ |
|                          | Julia Peironet-Brémond | PS       |        |              |              |             |             |        |        |
|                          | Nicolas Salsou         | RN-UDR   |        |              |              |             |             |        |        |
|                          |                        |          |        |              |              |             |             |        |        |
| Exprimés                 |                        |          |        |              |              |             |             |        |        |
| Votes blancs             |                        |          |        |              |              |             |             |        |        |
| Votes nuls               |                        |          |        |              |              |             |             |        |        |
| Total                    | Total                  | Total    | Total  |              | 100          |             | 100         | 35     | 5      |
| Absentions               |                        |          |        |              |              |             |             |        |        |
| Inscrits / participation |                        |          |        |              |              |             |             |        |        |

### Garéoult
- Maire sortant : Gérard Fabre (LR)
- 29 sièges à pourvoir au conseil municipal (population légale 2022 : 5 579 habitants)
- 3 sièges à pourvoir au conseil communautaire (CA de la Provence Verte)

| Tête de liste | Tête de liste | Parti(s) | Nuance | Premier tour | Premier tour | Second tour | Second tour | Sièges | Sièges |
| Tête de liste | Tête de liste | Parti(s) | Nuance | Voix         | %            | Voix        | %           | CM     | CC     |
| ------------- | ------------- | -------- | ------ | ------------ | ------------ | ----------- | ----------- | ------ | ------ |

### Gonfaron
- Maire sortant : Thierry Bongiorno (LR)
- 27 sièges à pourvoir au conseil municipal (population légale 2022 : 4 349 habitants)
- 4 sièges à pourvoir au conseil communautaire (CC Cœur du Var)

| Tête de liste | Tête de liste | Parti(s) | Nuance | Premier tour | Premier tour | Second tour | Second tour | Sièges | Sièges |
| Tête de liste | Tête de liste | Parti(s) | Nuance | Voix         | %            | Voix        | %           | CM     | CC     |
| ------------- | ------------- | -------- | ------ | ------------ | ------------ | ----------- | ----------- | ------ | ------ |

### Grimaud
- Maire sortant : Alain Benedetto (LR)
- 27 sièges à pourvoir au conseil municipal (population légale 2022 : 4 557 habitants)
- 3 sièges à pourvoir au conseil communautaire (CC du Golfe de Saint-Tropez)

| Tête de liste | Tête de liste | Parti(s) | Nuance | Premier tour | Premier tour | Second tour | Second tour | Sièges | Sièges |
| Tête de liste | Tête de liste | Parti(s) | Nuance | Voix         | %            | Voix        | %           | CM     | CC     |
| ------------- | ------------- | -------- | ------ | ------------ | ------------ | ----------- | ----------- | ------ | ------ |

### Hyères
- Maire sortant : Jean-Pierre Giran (LR)
- 45 sièges à pourvoir au conseil municipal (population légale 2022 : 55 384 habitants)
- 11 sièges à pourvoir au conseil communautaire (Métropole Toulon-Provence-Méditerranée)

| Tête de liste            | Tête de liste        | Parti(s) | Nuance | Premier tour | Premier tour | Second tour | Second tour | Sièges | Sièges |
| Tête de liste            | Tête de liste        | Parti(s) | Nuance | Voix         | %            | Voix        | %           | CM     | CC     |
| ------------------------ | -------------------- | -------- | ------ | ------------ | ------------ | ----------- | ----------- | ------ | ------ |
|                          | Véronique Bernardini | DVD      |        |              |              |             |             |        |        |
|                          | Jean-Pierre Giran,   | LR       |        |              |              |             |             |        |        |
|                          |                      |          |        |              |              |             |             |        |        |
| Exprimés                 |                      |          |        |              |              |             |             |        |        |
| Votes blancs             |                      |          |        |              |              |             |             |        |        |
| Votes nuls               |                      |          |        |              |              |             |             |        |        |
| Total                    | Total                | Total    | Total  |              | 100          |             | 100         | 45     | 11     |
| Absentions               |                      |          |        |              |              |             |             |        |        |
| Inscrits / participation |                      |          |        |              |              |             |             |        |        |

### Le Lavandou
- Maire sortant : Gil Bernardi (LR)
- 29 sièges à pourvoir au conseil municipal (population légale 2022 : 6 431 habitants)
- 3 sièges à pourvoir au conseil communautaire (CC Méditerranée Porte des Maures)

| Tête de liste | Tête de liste | Parti(s) | Nuance | Premier tour | Premier tour | Second tour | Second tour | Sièges | Sièges |
| Tête de liste | Tête de liste | Parti(s) | Nuance | Voix         | %            | Voix        | %           | CM     | CC     |
| ------------- | ------------- | -------- | ------ | ------------ | ------------ | ----------- | ----------- | ------ | ------ |

### La Londe-les-Maures
- Maire sortant : François de Canson (DVD)
- 33 sièges à pourvoir au conseil municipal (population légale 2022 : 11 010 habitants)
- 5 sièges à pourvoir au conseil communautaire (CC Méditerranée Porte des Maures)

| Tête de liste | Tête de liste | Parti(s) | Nuance | Premier tour | Premier tour | Second tour | Second tour | Sièges | Sièges |
| Tête de liste | Tête de liste | Parti(s) | Nuance | Voix         | %            | Voix        | %           | CM     | CC     |
| ------------- | ------------- | -------- | ------ | ------------ | ------------ | ----------- | ----------- | ------ | ------ |

### Lorgues
- Maire sortant : Claude Alemagna (LR)
- 29 sièges à pourvoir au conseil municipal (population légale 2022 : 9 803 habitants)
- 5 sièges à pourvoir au conseil communautaire (Dracénie Provence Verdon agglomération)

| Tête de liste | Tête de liste | Parti(s) | Nuance | Premier tour | Premier tour | Second tour | Second tour | Sièges | Sièges |
| Tête de liste | Tête de liste | Parti(s) | Nuance | Voix         | %            | Voix        | %           | CM     | CC     |
| ------------- | ------------- | -------- | ------ | ------------ | ------------ | ----------- | ----------- | ------ | ------ |

### Le Luc
- Maire sortant : Dominique Lain (LR)
- 33 sièges à pourvoir au conseil municipal (population légale 2022 : 11 124 habitants)
- 5 sièges à pourvoir au conseil communautaire (CC Cœur du Var)

| Tête de liste | Tête de liste | Parti(s) | Nuance | Premier tour | Premier tour | Second tour | Second tour | Sièges | Sièges |
| Tête de liste | Tête de liste | Parti(s) | Nuance | Voix         | %            | Voix        | %           | CM     | CC     |
| ------------- | ------------- | -------- | ------ | ------------ | ------------ | ----------- | ----------- | ------ | ------ |

### Montauroux
- Maire sortant : Jean-Yves Huet (DVC)
- 29 sièges à pourvoir au conseil municipal (population légale 2022 : 6 787 habitants)
- 6 sièges à pourvoir au conseil communautaire (CC du Pays de Fayence)

| Tête de liste | Tête de liste | Parti(s) | Nuance | Premier tour | Premier tour | Second tour | Second tour | Sièges | Sièges |
| Tête de liste | Tête de liste | Parti(s) | Nuance | Voix         | %            | Voix        | %           | CM     | CC     |
| ------------- | ------------- | -------- | ------ | ------------ | ------------ | ----------- | ----------- | ------ | ------ |

### La Motte
- Maire sortante : Valérie Marcy (DVG)
- 23 sièges à pourvoir au conseil municipal (population légale 2022 : 3 050 habitants)
- 2 sièges à pourvoir au conseil communautaire (Dracénie Provence Verdon agglomération)

| Tête de liste | Tête de liste | Parti(s) | Nuance | Premier tour | Premier tour | Second tour | Second tour | Sièges | Sièges |
| Tête de liste | Tête de liste | Parti(s) | Nuance | Voix         | %            | Voix        | %           | CM     | CC     |
| ------------- | ------------- | -------- | ------ | ------------ | ------------ | ----------- | ----------- | ------ | ------ |

### Le Muy
- Maire sortante : Liliane Boyer (LR)
- 29 sièges à pourvoir au conseil municipal (population légale 2022 : 9 882 habitants)
- 5 sièges à pourvoir au conseil communautaire (Dracénie Provence Verdon agglomération)

| Tête de liste | Tête de liste | Parti(s) | Nuance | Premier tour | Premier tour | Second tour | Second tour | Sièges | Sièges |
| Tête de liste | Tête de liste | Parti(s) | Nuance | Voix         | %            | Voix        | %           | CM     | CC     |
| ------------- | ------------- | -------- | ------ | ------------ | ------------ | ----------- | ----------- | ------ | ------ |

### Nans-les-Pins
- Maire sortant : Ollivier Artuphel (DVD)
- 29 sièges à pourvoir au conseil municipal (population légale 2022 : 5 090 habitants)
- 2 sièges à pourvoir au conseil communautaire (CA de la Provence Verte)

| Tête de liste | Tête de liste | Parti(s) | Nuance | Premier tour | Premier tour | Second tour | Second tour | Sièges | Sièges |
| Tête de liste | Tête de liste | Parti(s) | Nuance | Voix         | %            | Voix        | %           | CM     | CC     |
| ------------- | ------------- | -------- | ------ | ------------ | ------------ | ----------- | ----------- | ------ | ------ |

### Ollioules
- Maire sortant : Robert Bénéventi (LR)
- 33 sièges à pourvoir au conseil municipal (population légale 2022 : 14 320 habitants)
- 2 sièges à pourvoir au conseil communautaire (Métropole Toulon-Provence-Méditerranée)

| Tête de liste | Tête de liste | Parti(s) | Nuance | Premier tour | Premier tour | Second tour | Second tour | Sièges | Sièges |
| Tête de liste | Tête de liste | Parti(s) | Nuance | Voix         | %            | Voix        | %           | CM     | CC     |
| ------------- | ------------- | -------- | ------ | ------------ | ------------ | ----------- | ----------- | ------ | ------ |

### Pierrefeu-du-Var
- Maire sortant : Patrick Martinelli (SE)
- 29 sièges à pourvoir au conseil municipal (population légale 2022 : 6 084 habitants)
- 3 sièges à pourvoir au conseil communautaire (CC Méditerranée Porte des Maures)

| Tête de liste | Tête de liste | Parti(s) | Nuance | Premier tour | Premier tour | Second tour | Second tour | Sièges | Sièges |
| Tête de liste | Tête de liste | Parti(s) | Nuance | Voix         | %            | Voix        | %           | CM     | CC     |
| ------------- | ------------- | -------- | ------ | ------------ | ------------ | ----------- | ----------- | ------ | ------ |

### Pignans
- Maire sortant : Fernand Brun (DVD)
- 27 sièges à pourvoir au conseil municipal (population légale 2022 : 4 767 habitants)
- 3 sièges à pourvoir au conseil communautaire (CC Cœur du Var)

| Tête de liste | Tête de liste | Parti(s) | Nuance | Premier tour | Premier tour | Second tour | Second tour | Sièges | Sièges |
| Tête de liste | Tête de liste | Parti(s) | Nuance | Voix         | %            | Voix        | %           | CM     | CC     |
| ------------- | ------------- | -------- | ------ | ------------ | ------------ | ----------- | ----------- | ------ | ------ |

### Le Plan-de-la-Tour
- Maire sortant : Laurent Giubergia (SE)
- 23 sièges à pourvoir au conseil municipal (population légale 2022 : 3 068 habitants)
- 2 sièges à pourvoir au conseil communautaire (CC du Golfe de Saint-Tropez)

| Tête de liste | Tête de liste | Parti(s) | Nuance | Premier tour | Premier tour | Second tour | Second tour | Sièges | Sièges |
| Tête de liste | Tête de liste | Parti(s) | Nuance | Voix         | %            | Voix        | %           | CM     | CC     |
| ------------- | ------------- | -------- | ------ | ------------ | ------------ | ----------- | ----------- | ------ | ------ |

### Pourrières
- Maire sortant : Sébastien Bourlin (UDI)
- 29 sièges à pourvoir au conseil municipal (population légale 2022 : 5 620 habitants)
- 2 sièges à pourvoir au conseil communautaire (CA de la Provence Verte)

| Tête de liste | Tête de liste | Parti(s) | Nuance | Premier tour | Premier tour | Second tour | Second tour | Sièges | Sièges |
| Tête de liste | Tête de liste | Parti(s) | Nuance | Voix         | %            | Voix        | %           | CM     | CC     |
| ------------- | ------------- | -------- | ------ | ------------ | ------------ | ----------- | ----------- | ------ | ------ |

### Le Pradet
- Maire sortant : Hervé Stassinos (HOR)
- 33 sièges à pourvoir au conseil municipal (population légale 2022 : 0 habitants)
- 2 sièges à pourvoir au conseil communautaire (Métropole Toulon-Provence-Méditerranée)

| Tête de liste | Tête de liste | Parti(s) | Nuance | Premier tour | Premier tour | Second tour | Second tour | Sièges | Sièges |
| Tête de liste | Tête de liste | Parti(s) | Nuance | Voix         | %            | Voix        | %           | CM     | CC     |
| ------------- | ------------- | -------- | ------ | ------------ | ------------ | ----------- | ----------- | ------ | ------ |

### Puget-sur-Argens
- Maire sortant : Paul Boudoube (DVD)
- 29 sièges à pourvoir au conseil municipal (population légale 2022 : 8 473 habitants)
- 3 sièges à pourvoir au conseil communautaire (Estérel Côte d'Azur Agglomération)

| Tête de liste | Tête de liste | Parti(s) | Nuance | Premier tour | Premier tour | Second tour | Second tour | Sièges | Sièges |
| Tête de liste | Tête de liste | Parti(s) | Nuance | Voix         | %            | Voix        | %           | CM     | CC     |
| ------------- | ------------- | -------- | ------ | ------------ | ------------ | ----------- | ----------- | ------ | ------ |

### Puget-Ville
- Maire sortante : Catherine Altare (DVD)
- 27 sièges à pourvoir au conseil municipal (population légale 2022 : 4 568 habitants)
- 4 sièges à pourvoir au conseil communautaire (CC Cœur du Var)

| Tête de liste | Tête de liste | Parti(s) | Nuance | Premier tour | Premier tour | Second tour | Second tour | Sièges | Sièges |
| Tête de liste | Tête de liste | Parti(s) | Nuance | Voix         | %            | Voix        | %           | CM     | CC     |
| ------------- | ------------- | -------- | ------ | ------------ | ------------ | ----------- | ----------- | ------ | ------ |

### Le Revest-les-Eaux
- Maire sortant : Ange Musso (HOR)
- 27 sièges à pourvoir au conseil municipal (population légale 2022 : 4 046 habitants)
- 1 siège à pourvoir au conseil communautaire (Métropole Toulon-Provence-Méditerranée)

| Tête de liste            | Tête de liste | Parti(s) | Nuance | Premier tour | Premier tour | Second tour | Second tour | Sièges | Sièges |
| Tête de liste            | Tête de liste | Parti(s) | Nuance | Voix         | %            | Voix        | %           | CM     | CC     |
| ------------------------ | ------------- | -------- | ------ | ------------ | ------------ | ----------- | ----------- | ------ | ------ |
|                          | Céline Privat | RR       |        |              |              |             |             |        |        |
|                          |               |          |        |              |              |             |             |        |        |
| Exprimés                 |               |          |        |              |              |             |             |        |        |
| Votes blancs             |               |          |        |              |              |             |             |        |        |
| Votes nuls               |               |          |        |              |              |             |             |        |        |
| Total                    | Total         | Total    | Total  |              | 100          |             | 100         | 27     | 1      |
| Absentions               |               |          |        |              |              |             |             |        |        |
| Inscrits / participation |               |          |        |              |              |             |             |        |        |

### Rians
- Maire sortant : Nicolas Brémond (DVD)
- 27 sièges à pourvoir au conseil municipal (population légale 2022 : 4 245 habitants)
- 7 sièges à pourvoir au conseil communautaire (CC Provence Verdon)

| Tête de liste | Tête de liste | Parti(s) | Nuance | Premier tour | Premier tour | Second tour | Second tour | Sièges | Sièges |
| Tête de liste | Tête de liste | Parti(s) | Nuance | Voix         | %            | Voix        | %           | CM     | CC     |
| ------------- | ------------- | -------- | ------ | ------------ | ------------ | ----------- | ----------- | ------ | ------ |

### Rocbaron
- Maire sortant : Jean-Claude Félix (DVD)
- 29 sièges à pourvoir au conseil municipal (population légale 2022 : 5 489 habitants)
- 2 sièges à pourvoir au conseil communautaire (CA de la Provence Verte)

| Tête de liste | Tête de liste | Parti(s) | Nuance | Premier tour | Premier tour | Second tour | Second tour | Sièges | Sièges |
| Tête de liste | Tête de liste | Parti(s) | Nuance | Voix         | %            | Voix        | %           | CM     | CC     |
| ------------- | ------------- | -------- | ------ | ------------ | ------------ | ----------- | ----------- | ------ | ------ |

### Roquebrune-sur-Argens
- Maire sortant : Jean Cayron (DVC)
- 33 sièges à pourvoir au conseil municipal (population légale 2022 : 15 006 habitants)
- 6 sièges à pourvoir au conseil communautaire (Estérel Côte d'Azur Agglomération)

| Tête de liste | Tête de liste | Parti(s) | Nuance | Premier tour | Premier tour | Second tour | Second tour | Sièges | Sièges |
| Tête de liste | Tête de liste | Parti(s) | Nuance | Voix         | %            | Voix        | %           | CM     | CC     |
| ------------- | ------------- | -------- | ------ | ------------ | ------------ | ----------- | ----------- | ------ | ------ |

### Saint-Cyr-sur-Mer
- Maire sortant : Philippe Barthélemy (LR)
- 33 sièges à pourvoir au conseil municipal (population légale 2022 : 11 668 habitants)
- 8 sièges à pourvoir au conseil communautaire (CA Sud Sainte Baume)

| Tête de liste | Tête de liste | Parti(s) | Nuance | Premier tour | Premier tour | Second tour | Second tour | Sièges | Sièges |
| Tête de liste | Tête de liste | Parti(s) | Nuance | Voix         | %            | Voix        | %           | CM     | CC     |
| ------------- | ------------- | -------- | ------ | ------------ | ------------ | ----------- | ----------- | ------ | ------ |

### Saint-Mandrier-sur-Mer
- Maire sortant : Gilles Vincent (LR)
- 29 sièges à pourvoir au conseil municipal (population légale 2022 : 6 064 habitants)
- 1 siège à pourvoir au conseil communautaire (Métropole Toulon-Provence-Méditerranée)

| Tête de liste | Tête de liste | Parti(s) | Nuance | Premier tour | Premier tour | Second tour | Second tour | Sièges | Sièges |
| Tête de liste | Tête de liste | Parti(s) | Nuance | Voix         | %            | Voix        | %           | CM     | CC     |
| ------------- | ------------- | -------- | ------ | ------------ | ------------ | ----------- | ----------- | ------ | ------ |

### Saint-Maximin-la-Sainte-Baume
- Maire sortant : Alain Decanis (DVG)
- 33 sièges à pourvoir au conseil municipal (population légale 2022 : 17 691 habitants)
- 9 sièges à pourvoir au conseil communautaire (CA de la Provence Verte)

| Tête de liste            | Tête de liste     | Parti(s) | Nuance | Premier tour | Premier tour | Second tour | Second tour | Sièges | Sièges |
| Tête de liste            | Tête de liste     | Parti(s) | Nuance | Voix         | %            | Voix        | %           | CM     | CC     |
| ------------------------ | ----------------- | -------- | ------ | ------------ | ------------ | ----------- | ----------- | ------ | ------ |
|                          | Alain Decanis,    | DVG      |        |              |              |             |             |        |        |
|                          | Vesselina Garello | DVC      |        |              |              |             |             |        |        |
|                          | Fabrice Albert    | UDI      |        |              |              |             |             |        |        |
|                          | Thomas Molina,    | RN       |        |              |              |             |             |        |        |
|                          |                   |          |        |              |              |             |             |        |        |
| Exprimés                 |                   |          |        |              |              |             |             |        |        |
| Votes blancs             |                   |          |        |              |              |             |             |        |        |
| Votes nuls               |                   |          |        |              |              |             |             |        |        |
| Total                    | Total             | Total    | Total  |              | 100          |             | 100         | 33     | 9      |
| Absentions               |                   |          |        |              |              |             |             |        |        |
| Inscrits / participation |                   |          |        |              |              |             |             |        |        |

### Saint-Raphaël
- Maire sortant : Frédéric Masquelier (LR)
- 39 sièges à pourvoir au conseil municipal (population légale 2022 : 36 632 habitants)
- 15 sièges à pourvoir au conseil communautaire (Estérel Côte d'Azur Agglomération)

| Tête de liste            | Tête de liste        | Parti(s) | Nuance | Premier tour | Premier tour | Second tour | Second tour | Sièges | Sièges |
| Tête de liste            | Tête de liste        | Parti(s) | Nuance | Voix         | %            | Voix        | %           | CM     | CC     |
| ------------------------ | -------------------- | -------- | ------ | ------------ | ------------ | ----------- | ----------- | ------ | ------ |
|                          | Frédéric Masquelier, | LR       |        |              |              |             |             |        |        |
|                          |                      |          |        |              |              |             |             |        |        |
| Exprimés                 |                      |          |        |              |              |             |             |        |        |
| Votes blancs             |                      |          |        |              |              |             |             |        |        |
| Votes nuls               |                      |          |        |              |              |             |             |        |        |
| Total                    | Total                | Total    | Total  |              | 100          |             | 100         | 39     | 15     |
| Absentions               |                      |          |        |              |              |             |             |        |        |
| Inscrits / participation |                      |          |        |              |              |             |             |        |        |

### Saint-Tropez
- Maire sortante : Sylvie Siri (DVD)
- 27 sièges à pourvoir au conseil municipal (population légale 2022 : 3 586 habitants)
- 3 sièges à pourvoir au conseil communautaire (CC du Golfe de Saint-Tropez)

| Tête de liste | Tête de liste | Parti(s) | Nuance | Premier tour | Premier tour | Second tour | Second tour | Sièges | Sièges |
| Tête de liste | Tête de liste | Parti(s) | Nuance | Voix         | %            | Voix        | %           | CM     | CC     |
| ------------- | ------------- | -------- | ------ | ------------ | ------------ | ----------- | ----------- | ------ | ------ |

### Saint-Zacharie
- Maire sortant : Jean-Jacques Coulomb (DVG)
- 29 sièges à pourvoir au conseil municipal (population légale 2022 : 5 877 habitants)
- 1 siège à pourvoir au conseil communautaire (Métropole d'Aix-Marseille-Provence)

| Tête de liste | Tête de liste | Parti(s) | Nuance | Premier tour | Premier tour | Second tour | Second tour | Sièges | Sièges |
| Tête de liste | Tête de liste | Parti(s) | Nuance | Voix         | %            | Voix        | %           | CM     | CC     |
| ------------- | ------------- | -------- | ------ | ------------ | ------------ | ----------- | ----------- | ------ | ------ |

### Sainte-Maxime
- Maire sortant : Vincent Morisse (LR)
- 33 sièges à pourvoir au conseil municipal (population légale 2022 : 14 394 habitants)
- 11 sièges à pourvoir au conseil communautaire (CC du Golfe de Saint-Tropez)

| Tête de liste | Tête de liste | Parti(s) | Nuance | Premier tour | Premier tour | Second tour | Second tour | Sièges | Sièges |
| Tête de liste | Tête de liste | Parti(s) | Nuance | Voix         | %            | Voix        | %           | CM     | CC     |
| ------------- | ------------- | -------- | ------ | ------------ | ------------ | ----------- | ----------- | ------ | ------ |

### Salernes
- Maire sortante : Marie-Laure Tortosa (DVG)
- 27 sièges à pourvoir au conseil municipal (population légale 2022 : 3 812 habitants)
- 3 sièges à pourvoir au conseil communautaire (Dracénie Provence Verdon agglomération)

| Tête de liste | Tête de liste | Parti(s) | Nuance | Premier tour | Premier tour | Second tour | Second tour | Sièges | Sièges |
| Tête de liste | Tête de liste | Parti(s) | Nuance | Voix         | %            | Voix        | %           | CM     | CC     |
| ------------- | ------------- | -------- | ------ | ------------ | ------------ | ----------- | ----------- | ------ | ------ |

### Sanary-sur-Mer
- Maire sortant : Daniel Alsters (DVD)
- 33 sièges à pourvoir au conseil municipal (population légale 2022 : 17 938 habitants)
- 12 sièges à pourvoir au conseil communautaire (CA Sud Sainte Baume)

| Tête de liste | Tête de liste | Parti(s) | Nuance | Premier tour | Premier tour | Second tour | Second tour | Sièges | Sièges |
| Tête de liste | Tête de liste | Parti(s) | Nuance | Voix         | %            | Voix        | %           | CM     | CC     |
| ------------- | ------------- | -------- | ------ | ------------ | ------------ | ----------- | ----------- | ------ | ------ |

### La Seyne-sur-Mer
- Maire sortant : Joseph Minniti (LR)
- 49 sièges à pourvoir au conseil municipal (population légale 2022 : 62 905 habitants)
- 12 sièges à pourvoir au conseil communautaire (Métropole Toulon-Provence-Méditerranée)

| Tête de liste            | Tête de liste | Parti(s) | Nuance | Premier tour | Premier tour | Second tour | Second tour | Sièges | Sièges |
| Tête de liste            | Tête de liste | Parti(s) | Nuance | Voix         | %            | Voix        | %           | CM     | CC     |
| ------------------------ | ------------- | -------- | ------ | ------------ | ------------ | ----------- | ----------- | ------ | ------ |
|                          | Dorian Munoz  | RN       |        |              |              |             |             |        |        |
|                          |               |          |        |              |              |             |             |        |        |
| Exprimés                 |               |          |        |              |              |             |             |        |        |
| Votes blancs             |               |          |        |              |              |             |             |        |        |
| Votes nuls               |               |          |        |              |              |             |             |        |        |
| Total                    | Total         | Total    | Total  |              | 100          |             | 100         | 49     | 12     |
| Absentions               |               |          |        |              |              |             |             |        |        |
| Inscrits / participation |               |          |        |              |              |             |             |        |        |

### Signes
- Maire sortante : Hélène Verduyn (ÉCO)
- 23 sièges à pourvoir au conseil municipal (population légale 2022 : 3 126 habitants)
- 2 sièges à pourvoir au conseil communautaire (CA Sud Sainte Baume)

| Tête de liste            | Tête de liste      | Parti(s) | Nuance | Premier tour | Premier tour | Second tour | Second tour | Sièges | Sièges |
| Tête de liste            | Tête de liste      | Parti(s) | Nuance | Voix         | %            | Voix        | %           | CM     | CC     |
| ------------------------ | ------------------ | -------- | ------ | ------------ | ------------ | ----------- | ----------- | ------ | ------ |
|                          | Laurence Menichini | RN       |        |              |              |             |             |        |        |
|                          |                    |          |        |              |              |             |             |        |        |
| Exprimés                 |                    |          |        |              |              |             |             |        |        |
| Votes blancs             |                    |          |        |              |              |             |             |        |        |
| Votes nuls               |                    |          |        |              |              |             |             |        |        |
| Total                    | Total              | Total    | Total  |              | 100          |             | 100         | 23     | 2      |
| Absentions               |                    |          |        |              |              |             |             |        |        |
| Inscrits / participation |                    |          |        |              |              |             |             |        |        |

### Six-Fours-les-Plages
- Maire sortant : Jean-Sébastien Vialatte (LR)
- 39 sièges à pourvoir au conseil municipal (population légale 2022 : 36 843 habitants)
- 6 sièges à pourvoir au conseil communautaire (Métropole Toulon-Provence-Méditerranée)

| Tête de liste            | Tête de liste            | Parti(s) | Nuance | Premier tour | Premier tour | Second tour | Second tour | Sièges | Sièges |
| Tête de liste            | Tête de liste            | Parti(s) | Nuance | Voix         | %            | Voix        | %           | CM     | CC     |
| ------------------------ | ------------------------ | -------- | ------ | ------------ | ------------ | ----------- | ----------- | ------ | ------ |
|                          | Jean-Sébastien Vialatte, | LR       |        |              |              |             |             |        |        |
|                          |                          |          |        |              |              |             |             |        |        |
| Exprimés                 |                          |          |        |              |              |             |             |        |        |
| Votes blancs             |                          |          |        |              |              |             |             |        |        |
| Votes nuls               |                          |          |        |              |              |             |             |        |        |
| Total                    | Total                    | Total    | Total  |              | 100          |             | 100         | 39     | 6      |
| Absentions               |                          |          |        |              |              |             |             |        |        |
| Inscrits / participation |                          |          |        |              |              |             |             |        |        |

### Solliès-Pont
- Maire sortant : André Garron (DVD)
- 33 sièges à pourvoir au conseil municipal (population légale 2022 : 12 210 habitants)
- 8 sièges à pourvoir au conseil communautaire (CC de la Vallée du Gapeau)

| Tête de liste | Tête de liste | Parti(s) | Nuance | Premier tour | Premier tour | Second tour | Second tour | Sièges | Sièges |
| Tête de liste | Tête de liste | Parti(s) | Nuance | Voix         | %            | Voix        | %           | CM     | CC     |
| ------------- | ------------- | -------- | ------ | ------------ | ------------ | ----------- | ----------- | ------ | ------ |

### Solliès-Toucas
- Maire sortant : Jérémie Fabre (SE)
- 29 sièges à pourvoir au conseil municipal (population légale 2022 : 6 087 habitants)
- 4 sièges à pourvoir au conseil communautaire (CC de la Vallée du Gapeau)

| Tête de liste | Tête de liste | Parti(s) | Nuance | Premier tour | Premier tour | Second tour | Second tour | Sièges | Sièges |
| Tête de liste | Tête de liste | Parti(s) | Nuance | Voix         | %            | Voix        | %           | CM     | CC     |
| ------------- | ------------- | -------- | ------ | ------------ | ------------ | ----------- | ----------- | ------ | ------ |

### Toulon
- Maire sortante : Josée Massi (DVD)
- 59 sièges à pourvoir au conseil municipal (population légale 2022 : 180 834 habitants)
- 33 sièges à pourvoir au conseil communautaire (Métropole Toulon-Provence-Méditerranée)

| Tête de liste            | Tête de liste | Parti(s)     | Nuance | Premier tour | Premier tour | Second tour | Second tour | Sièges | Sièges |
| Tête de liste            | Tête de liste | Parti(s)     | Nuance | Voix         | %            | Voix        | %           | CM     | CC     |
| ------------------------ | ------------- | ------------ | ------ | ------------ | ------------ | ----------- | ----------- | ------ | ------ |
|                          | Magali Brunel | PS-PCF-LÉ-PP |        |              |              |             |             |        |        |
|                          | Michel Bonnus | LR           |        |              |              |             |             |        |        |
|                          |               |              |        |              |              |             |             |        |        |
| Exprimés                 |               |              |        |              |              |             |             |        |        |
| Votes blancs             |               |              |        |              |              |             |             |        |        |
| Votes nuls               |               |              |        |              |              |             |             |        |        |
| Total                    | Total         | Total        | Total  |              | 100          |             | 100         | 59     | 33     |
| Absentions               |               |              |        |              |              |             |             |        |        |
| Inscrits / participation |               |              |        |              |              |             |             |        |        |

### Tourves
- Maire sortant : Jean-Michel Constans (LR)
- 29 sièges à pourvoir au conseil municipal (population légale 2022 : 5 220 habitants)
- 2 sièges à pourvoir au conseil communautaire (CA de la Provence Verte)

| Tête de liste | Tête de liste | Parti(s) | Nuance | Premier tour | Premier tour | Second tour | Second tour | Sièges | Sièges |
| Tête de liste | Tête de liste | Parti(s) | Nuance | Voix         | %            | Voix        | %           | CM     | CC     |
| ------------- | ------------- | -------- | ------ | ------------ | ------------ | ----------- | ----------- | ------ | ------ |

### Trans-en-Provence
- Maire sortant : Alain Caymaris (LR)
- 29 sièges à pourvoir au conseil municipal (population légale 2022 : 6 595 habitants)
- 3 sièges à pourvoir au conseil communautaire (Dracénie Provence Verdon agglomération)

| Tête de liste | Tête de liste | Parti(s) | Nuance | Premier tour | Premier tour | Second tour | Second tour | Sièges | Sièges |
| Tête de liste | Tête de liste | Parti(s) | Nuance | Voix         | %            | Voix        | %           | CM     | CC     |
| ------------- | ------------- | -------- | ------ | ------------ | ------------ | ----------- | ----------- | ------ | ------ |

### Le Val
- Maire sortant : Jérémy Giuliano (SE)
- 27 sièges à pourvoir au conseil municipal (population légale 2022 : 4 257 habitants)
- 2 sièges à pourvoir au conseil communautaire (CA de la Provence Verte)

| Tête de liste | Tête de liste | Parti(s) | Nuance | Premier tour | Premier tour | Second tour | Second tour | Sièges | Sièges |
| Tête de liste | Tête de liste | Parti(s) | Nuance | Voix         | %            | Voix        | %           | CM     | CC     |
| ------------- | ------------- | -------- | ------ | ------------ | ------------ | ----------- | ----------- | ------ | ------ |

### La Valette-du-Var
- Maire sortant : Thierry Albertini (LR)
- 35 sièges à pourvoir au conseil municipal (population légale 2022 : 23 660 habitants)
- 4 sièges à pourvoir au conseil communautaire (Métropole Toulon-Provence-Méditerranée)

| Tête de liste            | Tête de liste       | Parti(s) | Nuance | Premier tour | Premier tour | Second tour | Second tour | Sièges | Sièges |
| Tête de liste            | Tête de liste       | Parti(s) | Nuance | Voix         | %            | Voix        | %           | CM     | CC     |
| ------------------------ | ------------------- | -------- | ------ | ------------ | ------------ | ----------- | ----------- | ------ | ------ |
|                          | Olivier Lutersztejn | RE       |        |              |              |             |             |        |        |
|                          |                     |          |        |              |              |             |             |        |        |
| Exprimés                 |                     |          |        |              |              |             |             |        |        |
| Votes blancs             |                     |          |        |              |              |             |             |        |        |
| Votes nuls               |                     |          |        |              |              |             |             |        |        |
| Total                    | Total               | Total    | Total  |              | 100          |             | 100         | 35     | 4      |
| Absentions               |                     |          |        |              |              |             |             |        |        |
| Inscrits / participation |                     |          |        |              |              |             |             |        |        |

### Vidauban
- Maire sortant : Claude Pianetti (LR)
- 33 sièges à pourvoir au conseil municipal (population légale 2022 : 12 712 habitants)
- 6 sièges à pourvoir au conseil communautaire (Dracénie Provence Verdon agglomération)

| Tête de liste | Tête de liste | Parti(s) | Nuance | Premier tour | Premier tour | Second tour | Second tour | Sièges | Sièges |
| Tête de liste | Tête de liste | Parti(s) | Nuance | Voix         | %            | Voix        | %           | CM     | CC     |
| ------------- | ------------- | -------- | ------ | ------------ | ------------ | ----------- | ----------- | ------ | ------ |

### Vinon-sur-Verdon
- Maire sortant : Claude Cheilan (SE)
- 27 sièges à pourvoir au conseil municipal (population légale 2022 : 4 387 habitants)
- 3 sièges à pourvoir au conseil communautaire (Durance-Luberon-Verdon Agglomération)

| Tête de liste | Tête de liste | Parti(s) | Nuance | Premier tour | Premier tour | Second tour | Second tour | Sièges | Sièges |
| Tête de liste | Tête de liste | Parti(s) | Nuance | Voix         | %            | Voix        | %           | CM     | CC     |
| ------------- | ------------- | -------- | ------ | ------------ | ------------ | ----------- | ----------- | ------ | ------ |